# Escuela Monte
Escuela Monte  es una película documental de Argentina filmada en colores dirigida por Mariano Raffo y Cecilia Cisneros sobre su propio guion que se estrenó el 9 de mayo de 2019. Fue filmada en Traslasierra, provincia de Córdoba.

## Sinopsis
Una pareja que, al igual que otros de sus vecinos, dejó la ciudad para vivir en medio de la naturaleza, tiene un hijo de 8 años que aprende y explora en el espesor del bosque, que acecha y juega con sus voluntades inexpertas y proporciona la inevitable lección de la Escuela Monte.

## Comentarios
Juan Pablo Russo en el sitio web escribiendocine.com opinó:

” Documental coral que focaliza sobre un grupo de personas que decidieron alejarse de la ciudad para emprender una nueva vida en el monte cordobés, alejados de la civilización y las comodidades de la urbe, pero disfrutando del contacto con la naturaleza, es el núcleo de Escuela monte (2018), dirigido a cuatro manos por Cecilia Cisneros y Mariano Raffo”